# AH-IV
AH-IV (також відомий як R-1, Strv m/37, AH-IV-Hb) — малий танк чехословацького виробництва, який використовували у військах Ефіопії, Ірану, Румунії та Швеції. Вироблявся лише для експорту і не використовувався у військах Чехословаччини. 

## Конструкція
Машина призначалася на заміну LT vz.33, розробники прагнули поліпшити її і в першу чергу розширити простір для екіпажу. Фактично сидіння водія та стрільця не змінилися, проте водієві полегшили ведення вогню зі зброї. Був встановлений кулемет ZB vz. 35, який спрацьовував завдяки роботі Боуден-троса. Для водія та стрільця були розширені розміри спостережних люків. Радіостанція для зв'язку з іншими машинами або штабом не встановлювався. 
Серйозно змінилася конструкція ходової частини: настільки вдало, що згодом ті ж рішення застосовувалися для танка LT38, високо оціненого німцями, після захоплення Чехословаччини прийняли його з доробками на озброєння під назвою Pz-38 (t) і продовжували його виробництво до забезпечення військ власним Pz.Kpfw. III, а в 1944 р. на тій же базі була розроблена достатньо вдала ПТ САУ Hetzer. 

## Технічні характеристики
- Бронювання: 6-12 мм
- Зброя: кулемет  ZB vz. 35 і кулемет ZB vz. 26 (по 3700 патронів)
- Двигун: 6-циліндровий рідинного охолодження Praga
- Потужність: 55 к.с.
- Швидкість: 45 км/год
- Запас ходу: 170 км

## Використання

### Іран
Іран закупив 51 танк в 1935 році для модернізації військ, однак повне оснащення було завершено лише до 1937 року. У бойових діях участі не брали. 

### Румунія
14 серпня 1936 року румуни підписали контракт на постачання 37 танків (включаючи прототип). У румунських документах вони були позначені як R-1. Восени 1937 р. перша партія машин прибула до Румунії, проте румуни були незадоволені занадто довгими термінами виробництва та доставки. Спроба Ніколає Малакса почати виробництво аналогічних танків в Румунії провалилася. Доставлені зразки воювали на Східному фронті. 

### Швеція
У Швеції танки були відомі як Strv m/37, проте були значно модифіковані. 48 танків було закуплено 1937 року. Замість 6-циліндрового двигуна Praga був встановлений більш потужний 6-циліндровий Volvo. Також були встановлені нові кулемети Ksp m/36 strv. 

### Ефіопія
В 1948 р. Ефіопія закупила 20 шт. AH-IV-Hb. На машини був встановлений дизельний двигун "Tatra-114", що забезпечував більш потужні швидкісні характеристики. Машини взяли участь в збройному конфлікті з Еритреєю, громадянській війні, а також в війнах з повстанцями із Сомалі. 